# Атлетика на Летњим параолимпијским играма 2016 — 200 метара за жене T46-Т47
Трка на 200 метара у класама 46 и 47 за жене, била је једна од 29 дисциплина атлетског програма на Летњим параолимпијским играма 2016. у Рио де Жанеиру, Бразил. Такмичење је одржано 15. и 16. септембра на Олимпијском стадиону Жоао Авеланж.

## Земље учеснице
Учествовало је 13 такмичарки из 13 земаља.
1. Бразил (1)
2. Етиопија (1)
3. Јапан (1)
4. Јужноафричка Република (1)
5. Кина (1)
6. Куба (1)
7. Нови Зеланд (1)
8. Перу (1)
9. Пољска (1)
10. САД (1)
11. Француска (1)
12. Чиле (1)
13. Шри Ланка (1)

## Рекорди пре почетка такмичења
(стање 8. септембра 2016.)
| Рекорди пре почетка Параолимпијских игара 2016. | Рекорди пре почетка Параолимпијских игара 2016. | Рекорди пре почетка Параолимпијских игара 2016. | Рекорди пре почетка Параолимпијских игара 2016. | Рекорди пре почетка Параолимпијских игара 2016. | Рекорди пре почетка Параолимпијских игара 2016. |
| ----------------------------------------------- | ----------------------------------------------- | ----------------------------------------------- | ----------------------------------------------- | ----------------------------------------------- | ----------------------------------------------- |
| Светски рекорд                                  | 24,45                                           | Јунидис Кастиљо                                 | Куба                                            | Лондон, Уједињено Краљевство                    | 1. септембар 2012.                              |
| Параолимпијски рекорд                           | 24,45                                           | Јунидис Кастиљо                                 | Куба                                            | Лондон, Уједињено Краљевство                    | 1. септембар 2012.                              |

## Сатница
| Датум               | Време | Ниво               |
| ------------------- | ----- | ------------------ |
| 15. септембар 2016. | 18:33 | Квалификације (Г1) |
| 15. септембар 2016. | 18:39 | Квалификације (Г2) |
| 16. септембар 2016. | 11:27 | Финале             |

Сва времена су по локалном времену (UTC+3)

## Освајачи медаља
|                 |                          |              |
| Деја Јанг · САД | Alicja Fiodorow · Пољска | Лу Ли · Кина |

## Резултати

#### Квалификације
Квалификације су одржане 15.9.2016. годину у 18:33 и 18:39. Такмичарке су биле подељене у две групе. У финале су се пласирале прве три такмичарке из сваке групе и 2 на основу резултата.,,
| Пласман | Група | Атлетичарка                               | Земља                  | Класа | ЛР      | ЛРС     | Резултат | Белешка  |
| ------- | ----- | ----------------------------------------- | ---------------------- | ----- | ------- | ------- | -------- | -------- |
| 1.      | 2     | Деја Јанг                                 | САД                    | Т46   | 25,08   | 25,52   | 25,58    | КВ       |
| 2.      | 1     | Алицја Фјодоров                           | Пољска                 | Т47   | 25,49   | 25,83   | 25,85    | КВ       |
| 3.      | 1     | Anrune Liebenberg                         | Јужноафричка Република | Т47   | 25,55   | 26,82   | 26,63    | КВ, ЛРС  |
| 4.      | 2     | Анжелина Ланза                            | Француска              | Т46   | 26,65   | 26,65   | 26,77    | КВ       |
| 5.      | 2     | Лу Ли                                     | Кина                   | Т46   | 26,65   | 26,71   | 27,20    | КВ       |
| 6.      | 2     | Амара Индумати Карунати Лалвала Палија Г. | Шри Ланка              | Т47   | 27,81   | 27,81   | 27,55    | кв, ЛР   |
| 7.      | 1     | Сае Цуји                                  | Јапан                  | Т47   | 27,08   | 27,08   | 27,99    | КВ       |
| 8.      | 2     | Аманда Керна                              | Чиле                   | Т47   | 28,37   |         | 28,17    | кв, ЛР   |
| 9.      | 1     | Јени Варгас                               | Перу                   | Т47   | 30,45   | 30,45   | 31,49    |          |
|         | 1     | Јенгус Десе Азенав                        | Етиопија               | Т47   | 1:04,93 | 1:06,39 | Диск.    | чл. 18.5 |
|         | 2     | Ана Грималди                              | Нови Зеланд            | Т47   | 26,73   | 27,20   | Диск.    | чл. 18.5 |
|         | 2     | Јунидис Кастиљо                           | Куба                   | Т46   | 24,45   |         | НС       |          |
|         | 1     | Тересиња де Жесус Кореиа дос Сантос       | Бразил                 | Т46   | 26,18   | 26,62   | НС       |          |

### Финале
Такмичење је одржано 16.9.2016. годину у 11:27,,
| Пласман | Атлетичарка                               | Земља                  | Класа | Резултат | Белешка |
| ------- | ----------------------------------------- | ---------------------- | ----- | -------- | ------- |
|         | Деја Јанг                                 | САД                    | Т46   | 25,46    | ЛРС     |
|         | Алицја Фјодоров                           | Пољска                 | Т47   | 25,61    | ЛРС     |
|         | Лу Ли                                     | Кина                   | Т46   | 26,26    | ЛР      |
| 4.      | Анруне Либенберг                          | Јужноафричка Република | Т47   | 26,57    | ЛРС     |
| 5.      | Анжелина Ланза                            | Француска              | Т46   | 26,60    | ЛР      |
| 6.      | Амара Индумати Карунати Лалвала Палија Г. | Шри Ланка              | Т47   | 27,54    | ЛР      |
| 7.      | Сае Цуји                                  | Јапан                  | Т47   | 27,97    |         |
| 8.      | Аманда Керна                              | Чиле                   | Т47   | 28,19    |         |